# Julie D'Aubigny

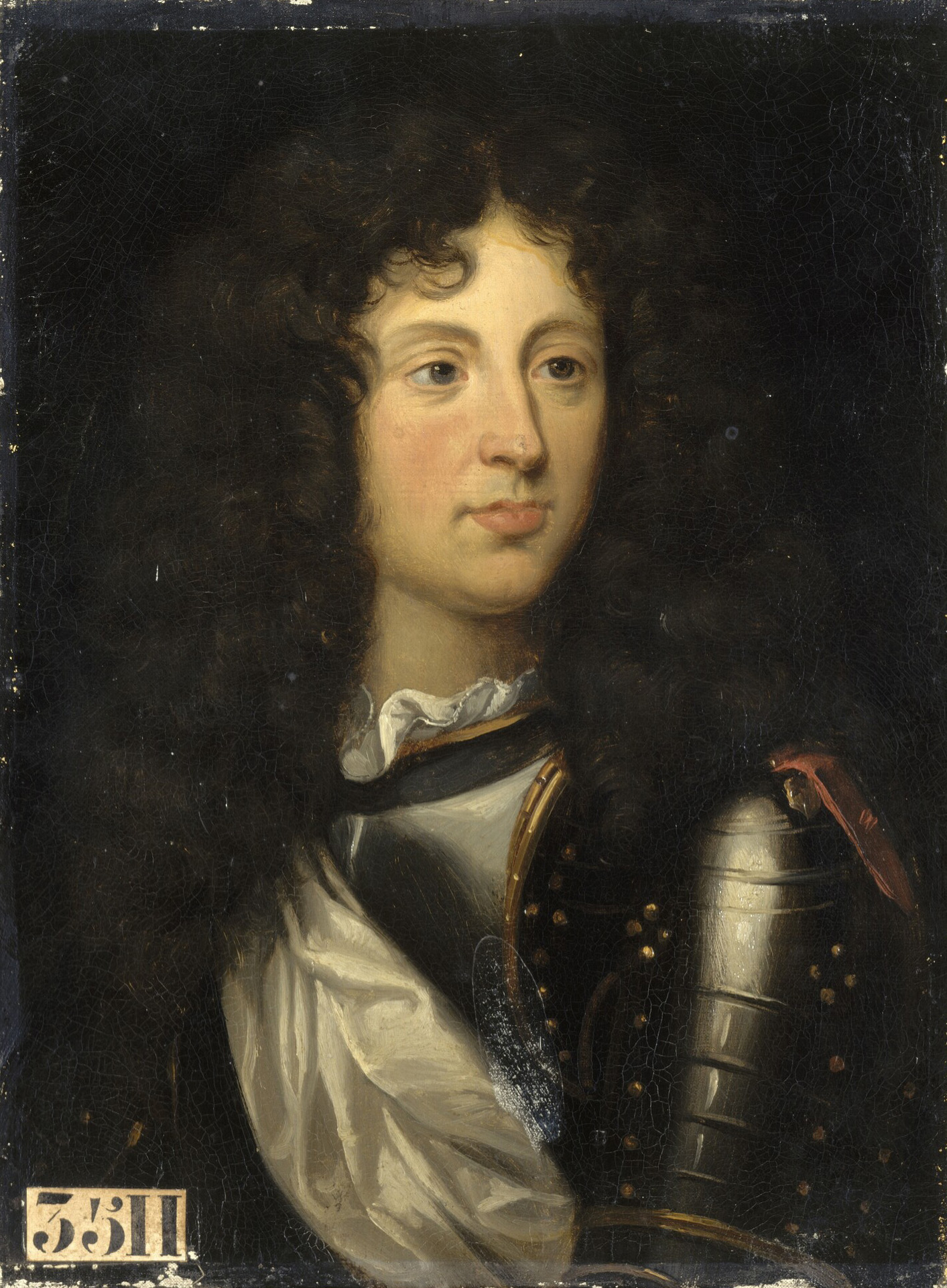
O primeiro companheiro de D'Aubigny foi Louis de Lorraine, o conde d'Armagnac.

Júlia D'Aubigny (1673–1707), mais conhecida pela alcunha de La Maupin, e por ter inspirado um romance homônimo Mademoiselle de Maupin, da autoria de Théophile Gautier, foi uma cantora de óperas Francesa. Pouco se sabe ao certo sobre Maupin. Sua vida; sua carreira conturbada e seu estilo de vida extravagante foram assunto de fofocas, rumores e lendas em sua época, e inspiraram inúmeras representações ficcionais e semificcionais pela posteridade. 
Sua vida inspirou consideravelmente a personagem titulo do romance da autoria de Théophile Gautier publicado em 1835, Mademoiselle de Maupin, no qual ela se utiliza ficcionalmente de vários disfarces e também da interpretação de papéis de gênero para conhecer, confundir e também seduzir um jovem e sua amante.

Devido aos seus relacionamentos com homens e mulheres, algumas fontes modernas referem-se a D'Aubigny como alguém bissexual ou queer .
1. ↑  «Against Queer Presentism». The Drift (em inglês). 25 de outubro de 2022. Consultado em 25 de novembro de 2022
2. ↑  Hoddinott, Meradith; Zublin, Fiona (26 de janeiro de 2020). «The Badass Rogue Who Cross-Dressed and Dueled Her Way to Infamy». OZY (em inglês). Consultado em 25 de novembro de 2022. Arquivado do original em 19 de maio de 2022
3. ↑  Gilbert, Oscar Paul (1932). Women In Men's Guise. London: John Lane
4. ↑  Carlton, Genevieve (3 de março de 2022). «Meet The Sword-Fighting, Bisexual Opera Singer Who Broke All The Rules In 17th-Century France». All That's Interesting (em inglês). Consultado em 25 de novembro de 2022
5. ↑  Brown, Patrick (2 de janeiro de 2020). «The Craziest True-Life Story You've Never Heard». Geffen Playhouse (em inglês). Consultado em 25 de novembro de 2022